# Funkcijski analog
Funkcijski analozi (funkcionalni analozi), su jedinjenja koja imaju slične fizičke, hemijske, biohemijske, ili farmakolološke osobine. Primer funkcijskih analoga (i strukturnih analoga) su morfin i heroin. Funkcijski analozi ne moraju da imaju slične hemijske strukture, drugim rečima oni ne moraju da budu strukturni analozi. Primeri su klase lekova koji imaju sličan mehanizam akcije.

## Literatura
- Ganellin, C. R.; Janos Fischer (2006). Analogue-based Drug Discovery. Weinheim: Wiley-VCH.